# Helaletes nanus
L'elalete (Helaletes nanus) è un mammifero perissodattilo estinto, appartenente ai ceratomorfi. Visse nell'Eocene inferiore/medio (circa 49 - 46 milioni di anni fa) e i suoi resti fossili sono stati ritrovati in Nordamerica.

## Descrizione
Questo animale era di piccole dimensioni, e non doveva superare il metro di lunghezza. Nonostante fosse imparentato alla lontana con gli odierni tapiri, il suo aspetto doveva essere ben diverso, in quanto le sue forme erano molto più snelle e leggere. Le zampe posteriori erano modificate, rispetto alle forme precedenti quali Heptodon, verso una condizione adatta alla corsa, con un ilio allungato e un trocantere maggiore sul femore più alto rispetto sia a quello di Heptodon che a quello di Tapirus. La dentatura era caratterizzata dalla presenza di piccoli canini e dalla forma quasi molariforme dei premolari superiori; il metalofo del terzo molare superiore era piuttosto corto e il metacono non era ridotto come in forme successive quali Colodon. Helaletes era inoltre caratterizzato da un notevole arretramento delle ossa nasali, che indicherebbe già la presenza di una corta proboscide. 

## Classificazione
I primi fossili di questo animale, rinvenuti in terreni dell'Eocene inferiore del Nordamerica occidentale, vennero descritti nel 1871 da Othniel Charles Marsh come una nuova specie del genere europeo Lophiodon (L. nanus). Lo stesso Marsh, però, riconobbe notevoli diversità tra le forme europee e la piccola specie nordamericana, tali da garantire l'istituzione di un nuovo genere, Helaletes. Oltre alla specie tipo (Helaletes nanus), Marsh descrisse anche H. boops, che attualmente è considerata conspecifica alla precedente. Altri resti rinvenuti in Asia centrale e descritti come Helaletes mongoliensis sono però attualmente ritenuti appartenere a un altro genere di tapiroidi arcaici, Desmatotherium. Fossili di Helaletes sono stati ritrovati in Colorado, Montana, Nevada, Utah e Wyoming.

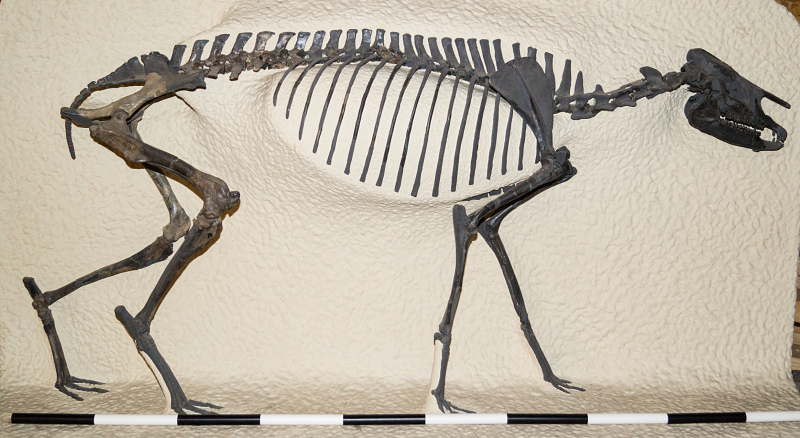
Scheletro di Helaletes nanus

Helaletes è il genere eponimo degli Helaletidae, una famiglia di tapiroidi arcaici attualmente considerata parafiletica (composta da forme via via più specializzate verso la famiglia dei Tapiridae, e da altre forme, come lo stesso Helaletes, con differenti adattamenti). In ogni caso, Helaletes e altri tapiroidi arcaici come Plesiocolopirus, Heptodon e Colodon sono tasselli fondamentali per comprendere l'iniziale evoluzione di questo gruppo di animali.